# Dingri Langkhor
| Tibetische Bezeichnung                     |
| ------------------------------------------ |
| Wylie-Transliteration: ding ri glang 'khor |

Das Kloster Dingri Langkhor (tib.: ding ri glang 'khor) ist ein Kloster des tibetischen Buddhismus in der Gemeinde Nanguo im Westen des Kreises Tingri (Dingri) in Tibet. Der indische Yogin Phadampa Sanggye (gest. 1117) gründete hier im Jahr 1097 eine Einsiedelei. Phadampa Sanggye gilt zusammen mit Macig Labdrön als der Begründer der Chöd (gcod)-Richtung.
An einem jährlich stattfindenden Fest rezitieren die Einwohner des Ortes die Hundert Verse der Ermahnung an die Leute von Dingri (Ding ri brgya rtsa), eine Art letzter Wille und Testament von Phadampa Sanggye.
In den Blauen Annalen und in der Geschichte von Ü-Tsang wird über 
dieses Kloster im Westen von Shelkar berichtet.

## Videos
- Fest im Dingri Langkor Gonpa: Teil 1, 2 3, 4, 5, 6 (von 6)